# Coffea arabica
El cafè (Coffea arabica) és una espècie de planta amb flors del gènere Coffea dins la família de les rubiàcies (Rubiaceae). És una planta nativa de l'Àfrica, de la zona compresa entre l'est de Sudan del Sud, el sud-oest d'Etiòpia i el nord de Kènia.
Addicionalment pot rebre el nom de cafeter.

## Descripció
Són arbrets o arbusts grans que poden atènyer una altura d'entre 5 i 8 metres. Les fulles són glabres, habitualment d'una mida d'entre 6 i 14 cm de llarg i entre 3,5 i 5 cm d'amplada, es disposen de manera oposada i poden presentar vàries formes, poden ser el·líptiques, entre el·líptiques i oblongues o, de vegades, entre ovades i lanceolades. Les flors tenen la corol·la blanca i amb forma d'embut, amb un tub d'entre 5 i 15 mm i entre 4 i 6 lòbuls d'entre 9 i 20 mm. Les flors s'agrupen en inflorescències cimoses axil·lars, amb una o més inflorescències per axil·la, i de 2 a 5 flors per cima, de vegades una de sola. El fruit és una drupa, entre el·lipsoide i subglobosa, vermella a la maturitat i glabra, podent atènyer una mida màxima de 16x14 mm.

## Taxonomia
Aquesta espècie hauria estat descrita per Antoine de Jussieu, qui li hauria donat el nom de Jasminum arabicanum l'any 1713, després d'estudiar un espècimen del Jardí Botànic d'Amsterdam. Però la primera publicació vàlida és la de l'any 1753 al primer volum de l'obra Species Plantarum, del botànic suec Carl von Linné (1707-1778), com a l'únic tàxon del gènere Coffea.

### Sinònims
Els següents noms científics són sinònims de Coffea arabica:
- Sinònims homotípics

- Coffea arabica var. typica Cramer

- Sinònims heterotípics

- Coffea arabica f. abyssinica A.Chev.
- Coffea arabica var. amarella A.Froehner
- Coffea arabica var. angustifolia Cramer
- Coffea arabica var. bourbon Rodr. ex Choussy
- Coffea arabica var. brevistipulata Cif.
- Coffea arabica var. bullata Cramer
- Coffea arabica var. columnaris Ottol. ex Cramer
- Coffea arabica var. culta A.Chev.
- Coffea arabica var. cultoides A.Chev.
- Coffea arabica var. erecta Ottol. ex Cramer
- Coffea arabica var. latifolia A.Chev.
- Coffea arabica var. longistipulata Cif.
- Coffea arabica var. maragogype A.Froehner
- Coffea arabica var. mokka Cramer
- Coffea arabica var. monosperma Ottol. & Cramer
- Coffea arabica var. murta Lalière
- Coffea arabica var. myrtifolia A.Chev.
- Coffea arabica var. pendula Cramer
- Coffea arabica var. polysperma Burck
- Coffea arabica var. pubescens Cif.
- Coffea arabica var. purpurascens Cramer
- Coffea arabica var. rotundifolia Ottol. ex Cramer
- Coffea arabica var. straminea Miq. ex A.Froehner
- Coffea arabica var. sundana (Miq.) A.Chev.
- Coffea arabica var. variegata Ottol. ex Cramer
- Coffea bourbonica Pharm. ex Wehmer
- Coffea corymbulosa Bertol.
- Coffea laurifolia Salisb.
- Coffea moka Heynh.
- Coffea sundana Miq.
- Coffea vulgaris Moench

## Distribució i hàbitat

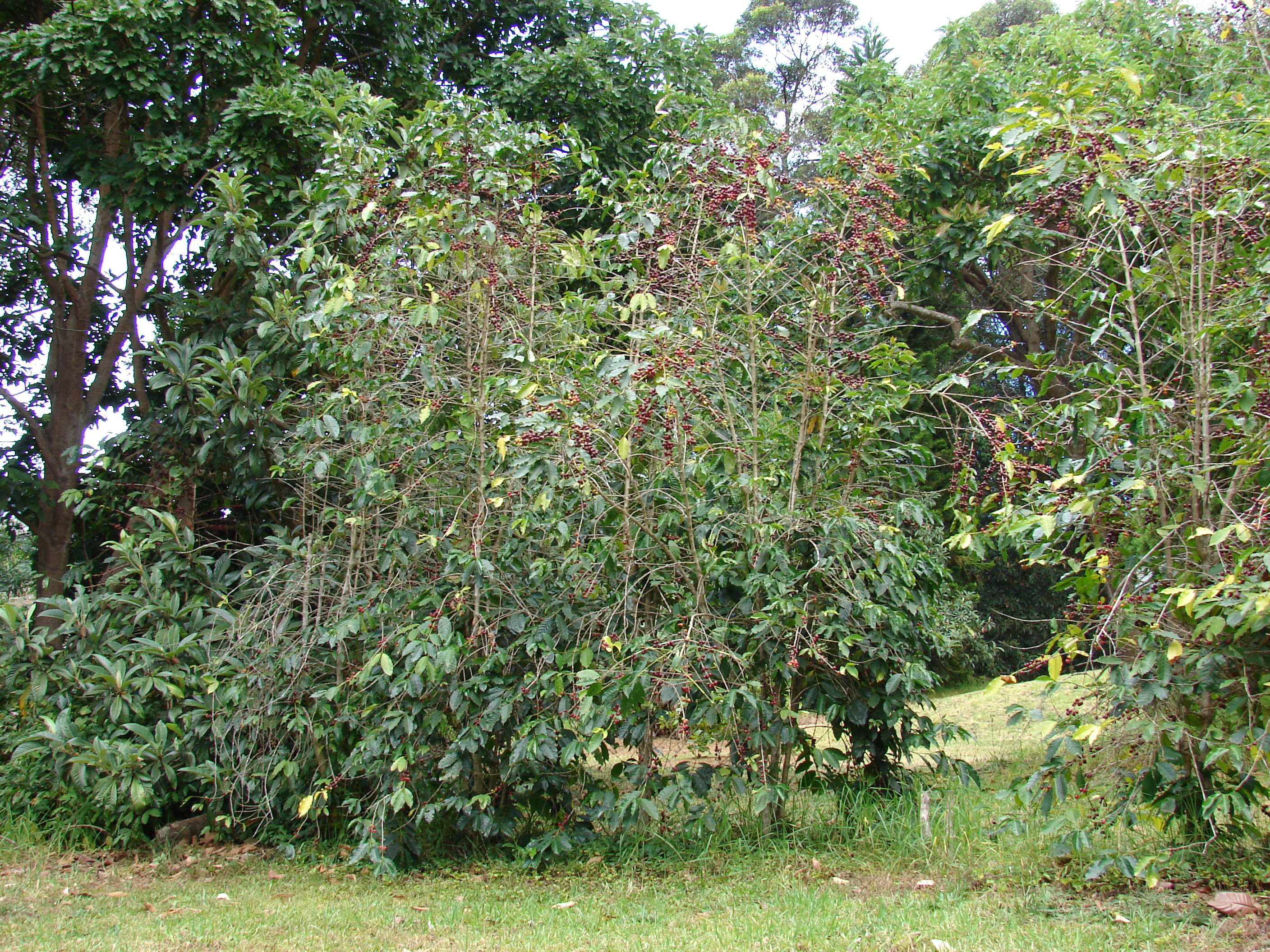
Hàbitat, Olinda, Maui

Originàriament aquesta espècie es trobava als altiplans d'Etiòpia. Coffea arabica actualment és rara en el seu estat natiu, i moltes poblacions silvestres s'han hibridat amb les plantes cultivades. És un arbust de sotabosc. S'ha trobat a l'altiplà de Boma al sud-est del Sudan. C. arabica es troba també al mont Marsabit al nord de Kenya, però no és clar sí és realment nativa d'allà o s'ha naturalitzat.

## Cultiu i ús
Es creu que Coffea arabica va ser la primera espècie de cafè cultivada havent estat cultivat al sud-oest d'Aràbia des de fa més de 1.000 anys. Es considera que produeix un millor cafè que les altres espècies cultivades comercialment del seu gènere com és Coffea canephora (robusta). C. arabica conté menys cafeïna que les altres espècies de cafè cultivades comercialment.
C. arabica triga set anys a començar a donar fruit i prefereix una pluviometria anual de 1.000 a 1.500 litres ben distribuïts al llarg de l'any. Normalment es cultiva entre els 1.300 i 1.500 m d'altitud, però hi ha plantacions a nivell del mar i tan altes com els 2.800 metres. Aquesta planta pot tolerar temperatures relativament baixes, però no les glaçades i prefereix temperatures mitjanes al voltant del 20 °C. Les cultivars comercials fan només 5 metres d'alçada i sovint s'esporguen perquè només facin uns 2 m d'alt i poder fer la collita més fàcilment. Al contrari que l'espècie Coffea canephora, C. arabica prefereix créixer en una ombra lleugera.

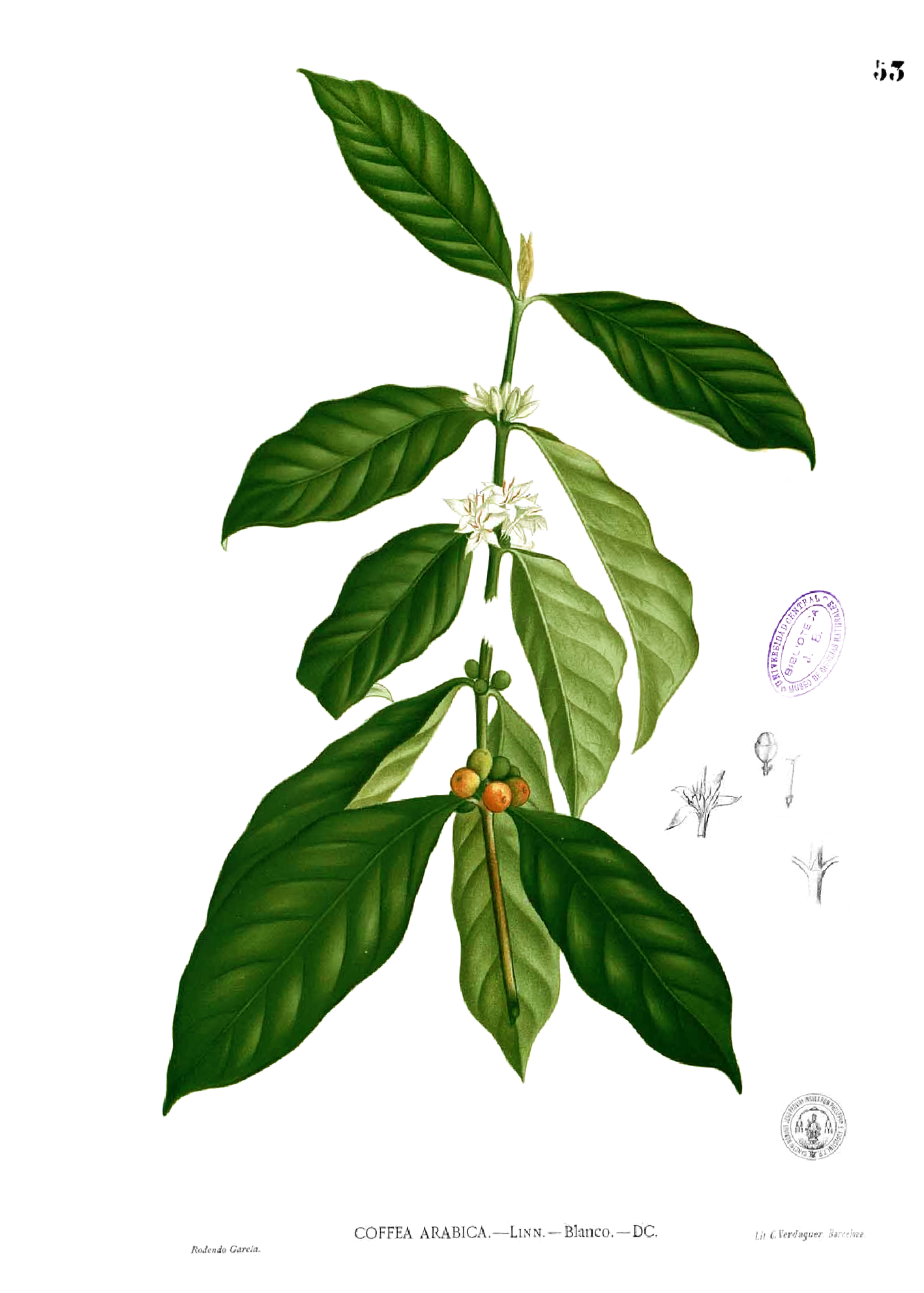
Dibuix de Coffea arabica

De dos a quatre anys després d'haver estat plantada, C. arabica produeix unes flors petites i blanques que són molt fragants amb una olor que recorda el gessamí. Si les flors s'obren en un dia amb sol fan moltes drupes. Tanmateix això és un inconvenient perquè si fa moltes drupes la qualitat del cafè baixa i debilitar la planta. Això s'evita esporgant les plantes. Cada flor dura pocs dies i donen pas a les drupes que són de color verd fosc com les fulles fins que comencen a madurar i es tornen primer grogues, després de color vermell pàl·lid i després un llustrós vermell fosc, és aleshores quan se les anomena "cireres" i estan llestes per a ser collides i fan un cm de diàmetre. Si es cullen massa tard o massa aviat en surt un cafè de pitjor qualitat, per a tenir una millor qualitat moltes es cullen a mà, ja que no totes maduren al mateix temps. De vegades se sacsegen els arbres, posant un plàstic a sota, cosa que fa que es cullin a la vegada les drupes madures i les que no ho estan amb pèrdua de la qualitat.
Aquesta espècie és difícil de cultivar i cada arbre produeix de 0,5–5,0 kg de llavors seques. Cada drupa té dos lòculs amb dues llavors, de vegades i a una tercera llavor que s'anomena, en anglès, peaberry.
A l'illa de Java, els arbres es planten en qualsevol moment de l'any i es fa la collita al llarg de l'any. En algunes zones del Brasil, en canvi, només es cull a l'hivern. Aquesta espècie és més susceptible a danys en condicions difícils com són el fred i el pH baix del sòl, en canvi C. robusta és més resistent talcom indica el seu nom. El cafè dels gurmets es fa només amb l'espècie C. arabica com ho és en el Cafè de Colòmbia.
La producció de arabica a Indonèsia començà el 1699. Els cafès arabica d'Indonèsia es caracteritzen pel cos potent i la baixa acidesa i es considera que són ideals per a la mescla amb els cafès d'Amèrica Central i Àfrica que són més àcids.
A Hawaii, es cultivava el cafè més abans que no pas ara a més es considera una planta invasora.

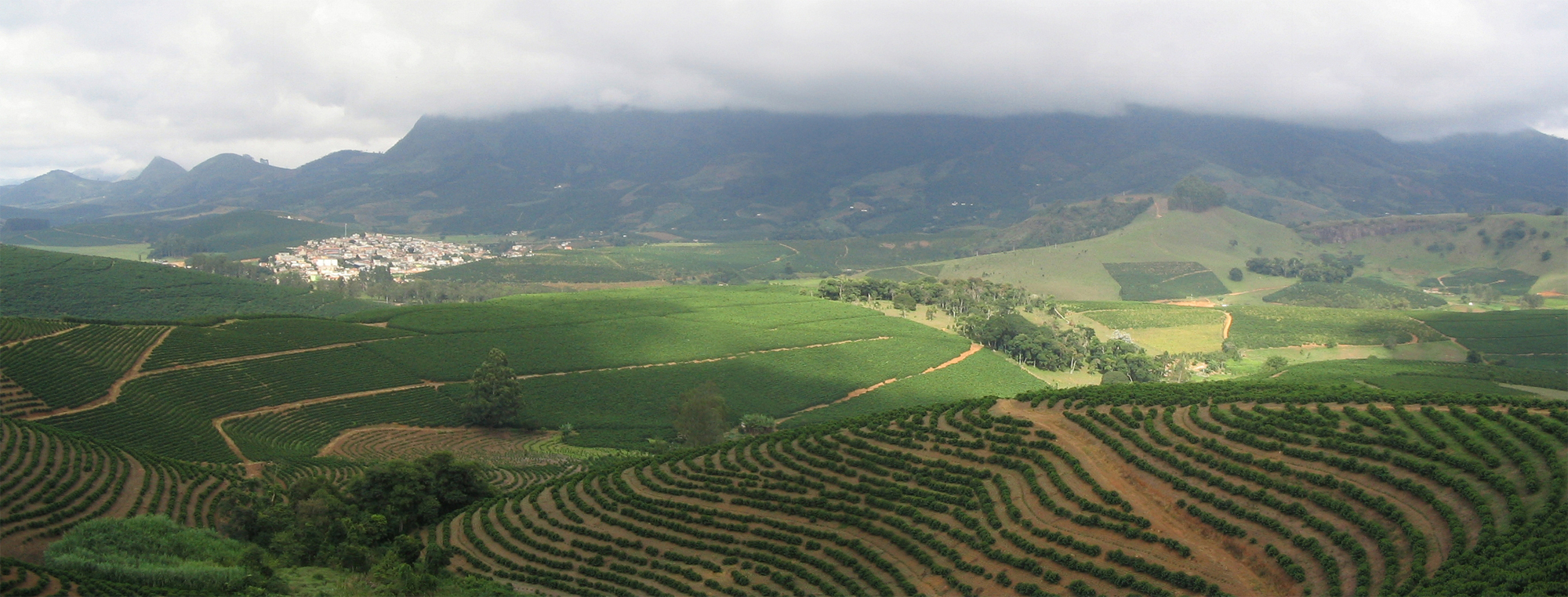
Coffea arabica a São João do Manhuaçu, Minas Gerais (Brasil)

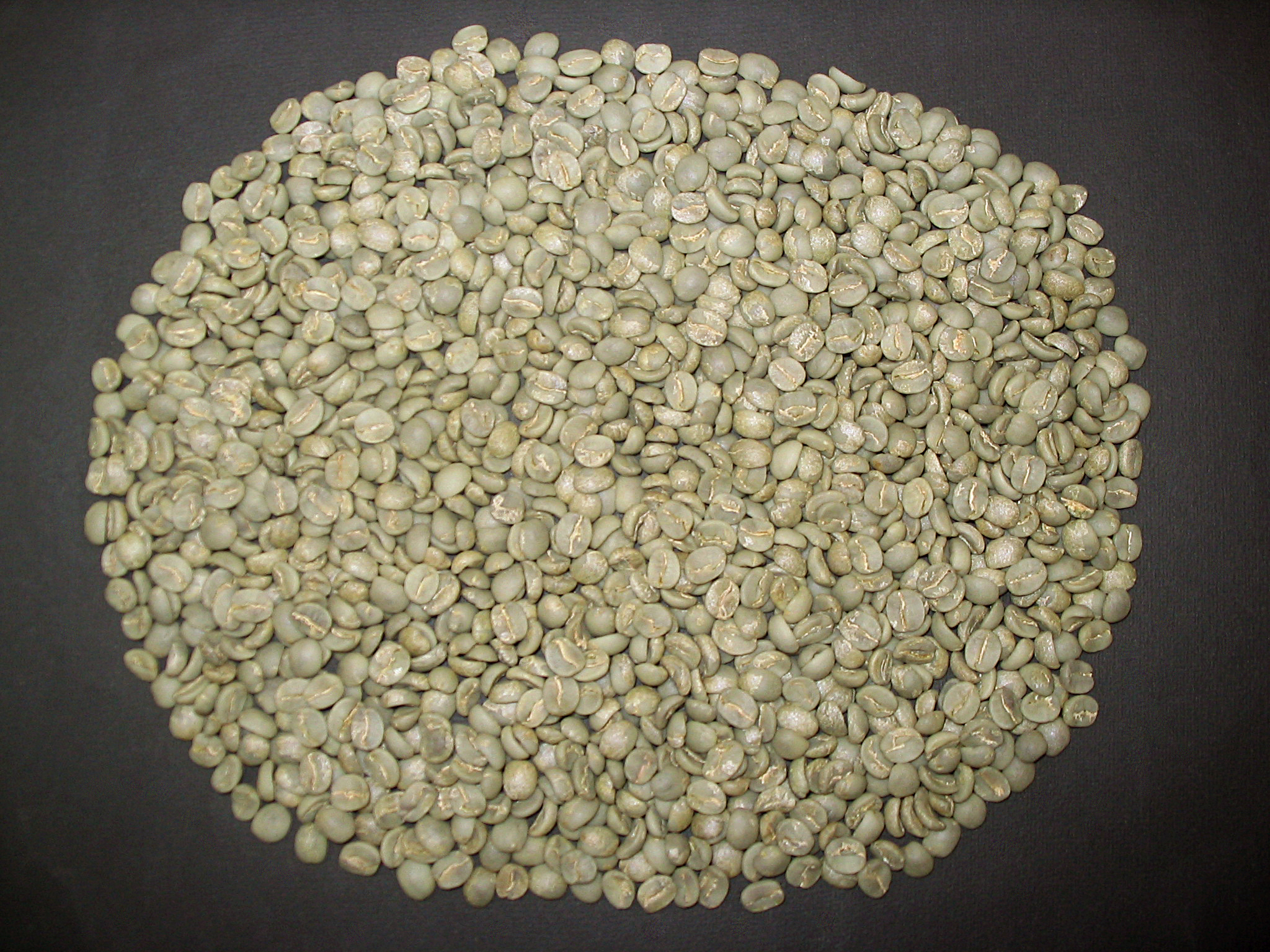
Llavors sense torrar de Coffea arabica del Brasil

## Recerca

Estructura de les drupes i llavors de C. arabica:
1: Tall central.
2: Llavor(endosperma).
3: Silver skin(testa, epidermis).
4: Parchment coat(closca, endocarp).
5: Capa de pectina.
6: Polpa(mesocarp).
7: Pell exterior(pericarp, exocarp).

A Etiòpia hi ha, de manera natural un tipus de Coffea arabica amb molt poca cafeïna. Maria Bernadete Silvarolla, una investigadora de l'Instituto Agronomico de Campinas (IAC), publicà a la revista Nature sobre els seus descobriments en les soques d'aquesta espècie. Mentre la planta C. arabica normal té 12 mg de cafeïna per gram de matèria seca, la nova planta mutant només en tenia 0,76 mg però amb el gust normal del cafè.